# Rafael Struick
Rafael Struick (Leidschendam, 27 de marzo de 2003) es un futbolista neerlandés, nacionalizado indonesio, que juega en la demarcación de delantero para el Dewa United Banten F. C. de la Liga 1 de Indonesia.

## Selección nacional
El 14 de junio de 2023 hizo su debut con la selección de Indonesia en un partido amistoso contra Palestina que finalizó con un resultado de empate a cero.

## Clubes
| Club                     | País         | Año       | Partidos | Goles |
| ------------------------ | ------------ | --------- | -------- | ----- |
| ADO Den Haag             | Países Bajos | 2022-2024 | 11       | 0     |
| Brisbane Roar F. C.      | Australia    | 2024-2025 | 10       | 1     |
| Dewa United Banten F. C. | Indonesia    | 2025-     |          |       |